# Loxoconcha purisubrhomboidea
Loxoconcha purisubrhomboidea is een mosselkreeftjessoort uit de familie van de Loxoconchidae. De wetenschappelijke naam van de soort is voor het eerst geldig gepubliceerd in 1944 door Edwards.